# Weingartsberg
Weingartsberg ist ein Ort in der Weststeiermark sowie eine Streusiedlung der Stadtgemeinde Bärnbach im Bezirk Voitsberg in der Steiermark. An der Stelle der heutigen Siedlung befand sich im Mittelalter vermutlich ein Wehrturm, der Ort selbst wird aber  erstmals am Ende des 18. Jahrhunderts urkundlich erwähnt.

## Geographie und Lage
Weingartsberg befindet sich im nordöstlichen Teil der Stadtgemeinde Bärnbach sowie im Nordwesten der Katastralgemeinde Hochtregist, am südwestlichen Hang des Hochkogels zwischen dem Wurzerbach im Norden und dem Bärenbach im Süden. Das Ortszentrum von Bärnbach befindet sich wie der ebenfalls zu Bärnbach gehörende Stadtteil Kleinkainach südwestlich von Weingartsberg. Die Rotte Afling und damit auch die Grenze zur Gemeinde Kainach bei Voitsberg liegt im Nordosten während sich die Streusiedlung Schrapfberg im Südosten befindet.

## Geschichte
Laut der von Dechanten Ludwig Stampfer zwischen 1910 und 1920 verfassten Chronik über die Weststeiermark hat sich im Mittelalter beim heutigen Ort Weingartsberg mit dem sogenannten Turm am Weingartsberg ein Wehrturm befunden. Beim Bauernhof vulgo Trosawe befanden sich Reste von meterdicken Mauern mit Schießscharten, welche allerdings bei Umbauarbeiten am Hof abgerissen wurden. Nur ein Mauerstück mit zwei Schießscharten wurde ins Stallgebäude des Hofes integriert.
Die erste urkundliche Erwähnung des heutigen Ortes erfolgte um 1790 im Josephinischen Kataster bereits als Weingartsberg, was auf den damaligen Weinbau in der Gegend hinweist. Weingartsberg gehörte bis 1846 zum Werbbezirk der Herrschaft Piber und kam danach zum Werbbezirk der Herrschaft Lankowitz.
In Folge der Theresianischen Reformen wurde der Ort dem Grazer Kreis unterstellt und nach dem Umbruch 1848 war er bis 1867 dem Amtsbezirk Voitsberg zugeteilt. Bei der Schaffung der freien Ortsgemeinden im Jahr 1850 kam Weingartsberg zur Gemeinde Hochtregist. Wie auch der Rest der bis dahin selbstständigen Gemeinde Hochtregist kam auch Weingartsberg im Jahr 1952 zu der Gemeinde Bärnbach.

## Kultur und Sehenswürdigkeiten
Der aus Köflach stammende Maler und Mitglied der Sezession Graz Friedrich Ehrbar (1923–2018) lebte und arbeitete in Weingartsberg. Er eröffnete 2003 das Projekt „Garten Eden“ in Weingartsberg.